# The Great Investigation
The Great Investigation är Ronderlins andra studioalbum, utgivet 2007 på Tomt Recordings. Skivan kom som en digipackutgåva. Låtarna "Aside" och "Closed Eyes" fanns sedan tidigare utgivna som en 7"-singel.

## Låtlista
Alla låtar är skrivna av Ronderlin.
1. "Aside" - 4:19
2. "Wake Up" - 4:09
3. "Three Times" - 3:07
4. "Walking Backwards" - 5:05
5. "Hands and Feet" - 3:03
6. "Assertive Moments" - 3:39
7. "What's the Time" - 3:17
8. "Closed Eyes" - 3:49
9. "Way to Be"
10. "The Sound of the Ice When It Cracks" - 4:38

## Personal
- Charlie Storm - producent, inspelningstekniker, mixning
- Christina Rüdiger - fotografi (konvolutets framsida)
- Dragan Tanaskovic - mastering
- Irene Bylynd - stråkar
- Jenny Lindwall - layout
- Johan Lindwall - bakgrundssång, gitarr
- Jörgen Lohengrin Cremonese - gitarr (spår 9)
- Kalle Grahm - sång, keyboards, trumpet
- Karin Richardsson - bakgrundssång (spår 8)
- Martin Bylund - stråkar
- Mats Lundqvist - gitarr, bas, slidegitarr
- Per Larsson - keyboards, trumpet, bakgrundssång
- Ronderlin - layout
- Tommy Dannefjord - trummor, slagverk

## Mottagande
Skivan snittar på 3,4/5 på Kritiker.se, baserat på fyra recensioner.

### Fotnoter
1. ↑  ”The Great Investigation”. Discogs.com. http://www.discogs.com/Ronderlin-The-Great-Investigation/release/1679467. Läst 18 december 2011.
2. ↑  ”Aside/Closed Eyes”. Discogs.com. http://www.discogs.com/Ronderlin-Aside-Closed-Eyes/release/1679462. Läst 18 december 2011.
3. ↑  ”The Great Investigation”. Kritiker.se. http://kritiker.se/skivor/recension/?skiva=Ronderlin__-__The_Great_Investigation. Läst 18 december 2011.